# Wasilij Botkin
Wasilij Pietrowicz Botkin (ros. Васи́лий Петро́вич Бо́ткин, ur. 27 grudnia 1811?/8 stycznia 1812 w Moskwie, zm. 10 października?/22 października 1869 w Petersburgu) – rosyjski pisarz i krytyk literacki, okcydentalista, członek kółka Stankiewicza.
Autor artykułów o poezji, malarstwie i muzyce. Jeden z ideologów okcydentalizmu i szlacheckiego liberalizmu. Przedstawiciel „krytyki estetycznej” i teorii „sztuki dla sztuki”. Autor „Listów o Hiszpanii” (1847–1849, wyd. pol. 1983) związanych z podróżami zagranicznymi i korespondencji z wieloma osobistościami ze świata kultury.